# Crash
Crash e българска траш метъл група основана в София през 1988 година.

## Състав
| Последни членове - Велизар Багаров – вокали (?–1994) - Борислав Проданов – бас (1988–2004) - Здравко Минев – китара (1988–1994) - Александър Петков – барабани (1992–1994) |  | Предишни членове - Михаил Яладжиев – барабани (1988–1992) - Добрин Филипов – китара (1988–1992) - Христо Гинев – вокали (1988–?) |

## Дискография

### Албуми
- 1993: Unreal Dreams